# 异苞紫菀
异苞紫菀（学名：Aster heterolepis）为菊科紫菀属的植物，为中国的特有植物。分布在中国大陆的甘肃等地，生长于海拔1,500米至2,500米的地区，常生于砾石坡地，目前尚未由人工引种栽培。